# Louis II de Münster
Louis II de Münster, né Louis de Hesse, (1282/1283 - Münster, 18 août 1357) fut évêque de Münster de 1310 jusqu'à sa mort. Il appartenait à la maison de Hesse.

## Biographie

### Origine et nomination comme évêque
Louis II était un fils du landgrave Henri Ier de Hesse de son second mariage avec Machteld, fille du comte Thierry VIII de Clèves.
Destiné à une carrière spirituelle, il devient chanoine à Chartres et à Trèves en 1307. Notamment sur l'insistance du roi Philippe IV le Bel, Louis a également obtenu par la suite le poste de chanoine de la cathédrale de Mayence. En 1309, il fut mandaté par l'empereur Henri VII, chanoine à Münster et un an plus tard, grâce à l'implication de son oncle, le comte Otton de Clèves, sa nomination comme évêque de Münster par le pape Clément V. Louis fut reconnu sans problème, tant par l'élite dirigeante que par les habitants de Münster.
Au début de son règne, Louis II restreignit les possibilités de participation des États. Au lieu de cela, il se laissa entourer de confidents qui lui étaient redevables, notamment du clergé. Il a également tenté d'affaiblir le pouvoir de la noblesse en introduisant un système de loi sur les maisons ouvertes. Cela faisait des seigneurs des châteaux une sorte de vassaux de l'évêque, qui en retour leur offrait une protection contre leurs ennemis. De plus, Louis a tenté de maintenir la paix dans ses territoires en accordant systématiquement des privilèges urbains. Dülmen (1311), Billerbeck (1318), Ramsdorf (nl) (1319), Sendenhorst (avant 1315) et Rheine (1327), entre autres villes, ont obtenu ces droits. Il améliora ainsi le développement économique de ces lieux et augmenta en même temps ses propres revenus. Un autre aspect de l'expansion de son pouvoir était qu'il a reçu divers droits.

### Conflits étrangers
À partir de 1312, son archidiocèse a été impliqué dans diverses querelles contre les régions voisines. Dans la bataille pour le trône du Roi des romains entre Frédéric le Bel et Louis IV de Bavière, Louis II, bien qu'il soutienne réellement le premier candidat, a pris une attitude attentiste. Cependant, lorsque Louis de Bavière donna aux comtes de de La Marck l'Immédiateté impériale et plusieurs autres engagements, il y eut un conflit avec l'évêque de Münster. La situation s'est apaisée en 1319 quand un traité foncier a été conclu entre l'archevêque de Cologne, les évêques de Münster et d'Osnabrück et les villes de Münster, Osnabrück et Dortmund.
Dans la Bataille pour Bredevoort (nl), Louis II s'est confronté au comte Renaud II de Gueldre pour la possession de la seigneurie de Bredevoort (nl). Otto et Johan van Ahaus-Ottenstein, héritiers du comte Herman II de Lohn, avaient vendu la seigneurie ainsi que le château de Bredevoort à l'évêque de Münster, sans tenir compte des droits du comté de Gueldre dans la partie ouest de la seigneurie. Les deux camps avaient des alliés importants de chaque côté. Autour de Renaud II, entre autres, l'archevêque de Cologne, le roi Jean Ier de Bohême, les évêques de Liège et d'Utrecht et les comtes de Juliers, Berg, La Marck, Artois et Flandres, tandis que Louis a reçu le soutien de l'évêque d'Osnabrück, les comtes van Waldeck et Sayn et les seigneurs de Lippe. Il y eut beaucoup de troubles dans l'ouest de Münster et le 23 mai 1323, les habitants de Borken battirent les troupes de Renaud II de Gueldre. Par la suite, l'évêque s'est vu attribuer la zone contestée par arbitrage, mais en raison de problèmes financiers, il n'a pas pu garder Bredevoort en sa possession. Après l'assaut des troupes de l'évêque contre la ville de Hamm, Louis II fut capturé par le comte Engelbert II de La Marck et peu de temps après, ses troupes subirent une défaite militaire. Ce n'est qu'après avoir payé une rançon de 5 000 marks d'argent et avoir été forcé de démolir certains châteaux, l'évêque a pu se retrouver libre en 1323. Cela ruina les finances de son archidiocèse et il dut même admettre auprès du Pape sa faillite financière. Parce qu'il n'avait versé qu'une petite somme sur sa rançon, il a dû abandonner le château de Botzlar et deux cours de justice, ainsi que s'engager à plusieurs "compromis (nl)" afin de garder la seigneurie de Bermentfelde.
Toujours dans le nord de son territoire, Louis a mené de multiples conflits militaires avec la plupart des régions voisines. De plus, il y eut aussi une révolte des Frisons en 1341, des conflits avec le diocèse d'Osnabrück et aussi divers autres querelles et conflits.

### Perte d'influence et promotion de la vie spirituelle
Les coûts de toutes ces querelles et conflits ont entraîné des dettes élevées et la mise en gage d'actifs. Cela signifiait qu'il ne pouvait guère générer de revenus, car ses châteaux étaient également en partie engagés. La mauvaise situation financière a créé un conflit avec les États vassaux, ce qui pouvait considérablement étendre leur influence. Ils fondèrent un conseil en 1336 pour superviser l'évêque. Sans la permission de ce conseil, Louis n'était plus autorisé à poursuivre les conflits, à développer ses possessions et à nommer des juges spirituels. L'archevêque Walram de Juliers, quant à lui, a défendu les gages de propriété ecclésiastique de Louis devant le pape. Il y avait aussi des critiques de la part du chapitre, qui estimaient que l'évêque poussait les membres de sa famille en avant dans l'attribution des prébendes. Le chapitre a soulevé cette question avec le pape, mais Louis s'en est tenu à sa politique.
En plus de tous ces conflits politiques, l'évêque était soucieux d'améliorer la vie de l'Église. Il fonda la collégiale de Dülmen et les monastères d'Hoffriege et de Reine à Münster. Lorsque Münster a été frappé par la peste et la famine, l'évêque s'est également occupé des malades et des pauvres.
Louis II de Münster mourut en août 1357, après 47 ans de fonction. Il a été enterré dans la cathédrale de Münster.